# Conservatoire national des arts et métiers
Conservatoire national des arts et métiers (CNAM) là một trường đại học nằm ở Paris, Île-de-France.
Chương trình đào tạo của CNAM đặc biệt hướng đến các giám đốc điều hành làm việc trong các ngành công nghiệp, công ty và dịch vụ công, những người muốn đào sâu kiến thức và tìm hiểu các lĩnh vực mới.

## Giáo sư nổi tiếng
- Pierre Bézier, một nhà kĩ sư Pháp
- Yves Meyer, một nhà toán học Pháp